# Googol
En googol er navnet for tallet {\displaystyle 10^{100}}, dvs. et ettal efterfulgt af 100 nuller:
1 googol = 10100 = 10.000.000.000.000.000.000.000.000.000.000.000.000.000.000.000.000.000.000.000.000.000.000.000.000.000.000.000.000.000.000.000.000.000

## Navngivning
Navnet googol blev navngivet i 1920 af Milton Sirotta, som på det tidspunkt var ni år gammel. Hans onkel, den amerikanske matematiker Edward Kasner spurgte ham om hvad man skulle kalde et meget stort tal, nemlig et 1-tal efterfulgt af 100 nuller. Milton fandt så på navnet googol. Edward Kasner populariserede senere navnet i sin bog Mathematics and the Imagination.
Tallet googol har givet navn til søgemaskinen Google. Her tænker man på det enorme antal hjemmesider, Google holder styr på.

## Googolplex
En googolplex er det tal, som i titalssystemet skrives som et ettal efterfulgt af googol (10100) nuller. Det kan skrives som {\displaystyle 10^{10^{100}}} eller som {\displaystyle 10^{googol}}. 

## Googolplexian
En googolplexian er det tal, som i titalssystemet skrives som et ettal efterfulgt af googolplex (10googol) nuller. Det kan skrives som {\displaystyle 10^{10^{10^{100}}}}, {\displaystyle 10^{10^{googol}}} eller som {\displaystyle 10^{googolplex}}. En googolplexian kan også skrives op med parenteser: {\displaystyle 10^{(10^{10})^{100}}}.